# Ácido kójico
O ácido kójico é um agente despigmentante de origem natural. Ele atua de diferentes modos de inibição e redução interferindo na biossíntese da melanina. Diferente da hidroquinona, ele não é fotossensível e também não causa alergias. É um derivado de diversas espécies de fungos, como por exemplo o Aspergillus e o Penicillium. Emprega-se nas concentrações de 1 a 4% juntamente com outros agentes.
O ácido kójico é uma micotoxina também empregada na indústria que pode ser produzida por síntese química ou microbiológica. Com ele são produzidos derivados para o fabrico de broncodilatadores, antibióticos, resinas, anestésicos locais, inseticidas, entre outros.